# Betuwse Lentetocht
De Betuwse Lentetocht is een jaarlijks georganiseerd evenement in Geldermalsen. Het eendaagse evenement bestaat uit een aantal fietstochten, een auto- en motorroute en een markt. De opbrengst komt ten goede van de Gereformeerde Gemeente van Tricht-Geldermalsen.

## Historie en opbouw
De eerste Betuwse Lentetocht werd in 1998 georganiseerd. Sindsdien is het evenement jaarlijks herhaald. De Betuwse Lentetocht volgt doorgaans enkele weken na de Nationale Rode Kruis Bloesemtocht, dat eveneens in Geldermalsen wordt gehouden en veel bezoekers uit geheel Nederland trekt. Deze twee evenementen vormen samen de grootste twee recreatieve tochten in de Betuwe.
Het start- en finishpunt van de verschillende routes wordt gevormd op bedrijventerrein Oudenhof in Geldermalsen. In en rond een bedrijfshal aan het Laageinde op ditzelfde bedrijventerrein wordt een markt gehouden.

## Routes
Hoewel de Betuwse Lentetocht een jaarlijks evenement is, worden de routes ieder jaar vernieuwd en grotendeels gewijzigd. Voor fietsers zijn er routes van 25, 40 en 60 kilometer. Hierbij wordt ingespeeld op de Betuwse Lentetocht als gezinsuitje, waarbij speciale gezinstarieven worden aangeboden. Daarnaast is er nog een auto- en motorroute met de lengte van 100 kilometer. Alle routes hebben Geldermalsen als start- en eindpunt.
De routes leiden door de Betuwe, Tielerwaard, Bommelerwaard en Vijfheerenlanden. Elk jaar zijn er verschillende posten langs de route gevestigd. Dit zijn elk jaar andere plaatsen. De posten worden uitgerust als activiteitencentra, zoals een boottocht of een bedrijfsbezichtiging. Het Betuwse landschap, bloesemvorming en fruit staat doorgaans centraal in de tochten.